# Арсенид германия
Арсенид германия — бинарное неорганическое соединение
германия и мышьяка с формулой GeAs.

## Получение
- Сплавление стехиометрических количеств германия и мышьяка:

{\displaystyle {\mathsf {Ge+As\ {\xrightarrow {T}}\ GeAs}}}

## Физические свойства
Арсениды германия  GeAs и GeAs2 неограниченно растворяются друг в друге.